# Sigismund von Dawans

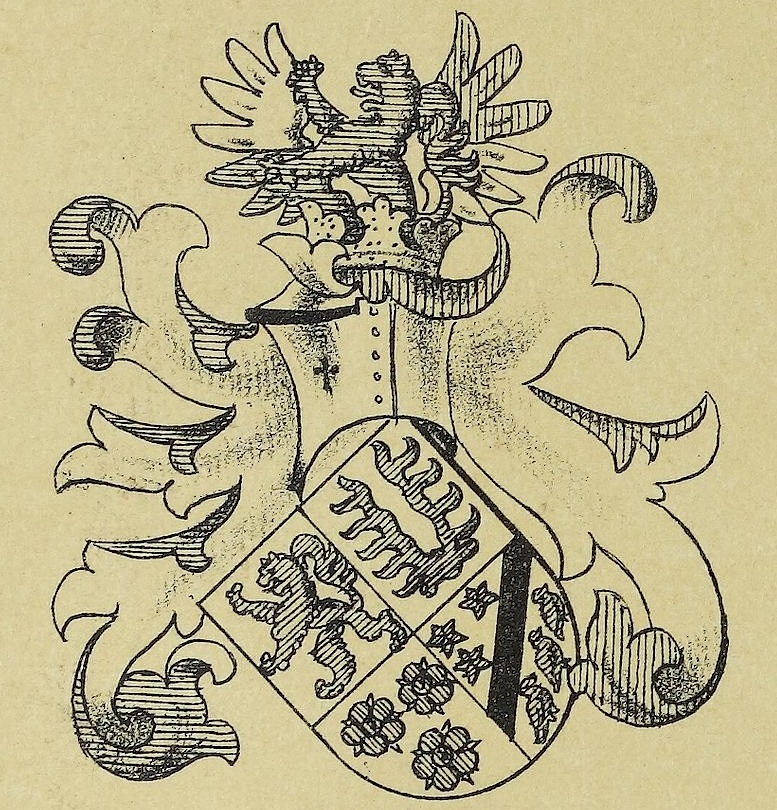
Wappen der Edlen von Dawans

Johann Joseph Gerhard Sigismund von Dawans (* 3. Juni 1744 in Oppenheim; † 24. Februar 1822 in Mannheim) war ein kurpfälzisch badischer Beamter, der 1817–1819 die provisorische Leitung des badischen Finanzministeriums übernahm.

## Familie und Herkunft
Die Familie Dawans stammt vermutlich aus der Wallonie und lebte im 18. Jahrhundert in Toulouse und Marseille. Die französische Schreibweise des Namens war d'Arance. In Deutschland schrieb sich die Familie Dawans oder auch Davans. In Deutschland wird die Familie auf einen 1731 in Düsseldorf verstorbenen Carl Dawans zurückgeführt.
Dawans war der Sohn von Carl Adolph Dawans (1707–1752) und der Anna Ludovica Amalia Weiss († 1748).
Er heiratete Helena Christina Domicella Wüst (1741–1802), mit der er fünf Kinder hatte: 
- Helena Anna Franziska (1768–1837) ⚭ Franz Arnold Freiherr von der Becke
- Bernhard († 1809)[3]
- Johann Melchior (1769–1846) ⚭ Franziska Elisabeth Bernritter
- Franz Jakob (1770–1845) ⚭ Leopoldine Theresia von Pierron
- Anna (1777–1860)

## Leben
Dawans trat 1765 als gelehrter Rat am Hofgerichts-Dicasterium in die Dienste des Kurfürsten der Kurpfalz, Karl Theodor.
Er wurde im Herbst 1791 als außerordentlicher Regierungskommissar in das Oberamt Simmern
gesandt. Hier hatten die Gemeinden gegen einen korrupten Landschreiber revoltiert und Dawans sanierte das finanziell desolate Oberamt wieder.
1791 wurde er auch gelehrter wirklicher Regierungsrat und Oberappellationsgerichtsrat am kurpfälzischen Oberappellationsgericht.
Am 7. Juli 1792 wurde Dawans durch Kurfürst Karl Theodor in den Ritter- und Adelsstand erhoben und durfte sich fortan Edler von Dawans nennen.
Ab 1800 wirkte Dawans als Regierungsrat der rheinischen Regierung der Kurpfalz in Mannheim und 1802 als Regierungsdirektor der staatsrechtlichen Deputation in Mannheim, die für Fragen der Landeshoheit, der Polizei und fiskalische Aufgaben zuständig war.
1803 kamen die rechtsrheinischen Gebiete der Kurpfalz an das neu gebildete Kurfürstentum Baden und Dawans trat in dessen Dienste über.
1805 war Dawans Hofratsdirektor im kurfürstlich badischen Hofrats-Collegium der Provinzverwaltung der Pfalzgrafschaft. 
Am 25. November 1806 wurde er zum wirklichen Geheimen Rat II. Klasse des Großherzogtums Baden ernannt.
Mit landesherrlicher Verordnung vom 13. Oktober 1807 wurde Dawans zum Regierungsdirektor bei der Regierung der Pfalzgrafschaft ernannt.
1808 übernahm er als Nachfolger von Karl Freiherr von Hacke den Vorsitz der Mannheimer Demolitionskommission, die den Abbau der Festungswälle und -mauern organisierte.
1811 wurde Dawans zu einem von 14 Mitgliedern des Staatsrates bestellt.
Großherzog Karl übertrug dem Staatsrat Dawans am 15. Juli 1817 die provisorische Leitung des Finanzministeriums, nachdem der bisherige Amtsinhaber, Ernst Philipp von Sensburg, im Kabinett Berstett das Innenministerium übernommen hatte.
Bei der Berufung des bereits 73-jährigen Dawans handelte es sich um eine Notlösung, da der vom Großherzog bevorzugte Anwärter auf das Amt, Karl Wilhelm Marschall von Bieberstein, die Übernahme abgelehnt hatte. Mit der Berufung seines Nachfolgers, Karl Friedrich von Fischer, wurde Dawans außerordentliches Mitglied des Staatsministeriums.